# Stella Luboń
Stella Luboń (dawniej Stella Żabikowo) – klub sportowy (niegdyś wielosekcyjny), powstały w 1922 roku w Luboniu, w Żabikowie. W przeszłości w Stelli uprawiano dyscypliny takie jak żużel, kolarstwo czy tenis stołowy. Do dziś zachowała się jedynie sekcja piłkarska.
W 2002 roku z okazji 80-lecia istnienia, klub odznaczony został złotą odznaką Polskiego Związku Piłki Nożnej. TMS Stella Luboń uczestniczy w rozgrywkach WZPN. Zespół seniorów gra w sezonie 2025/2026 w V lidze, gr. wielkopolskiej II.

## Historia[4]

### Początki klubu
W październiku 1922 roku powstał klub sportowy pod nazwą Stella Żabikowo, na czele którego stanął podoficer rezerwy Czesław Łakomy. Miejsce do zebrań formującemu się stowarzyszeniu udostępnił Franciszek Bednorz, właściciel restauracji znajdującej się na rynku w Żabikowie. Formalna rejestracja klubu nastąpiła dopiero 14 grudnia 1934 roku, gdy klub uzyskał osobowość prawną i został wpisany do rejestru stowarzyszeń i związków urzędu wojewódzkiego w Poznaniu. Na stadionie Stelli znajdowała się wieża strażacka. Ustalono, iż wybory do zarządu będą odbywać się co roku. W 1937 drużyna utrzymała się w klasie B poznańskiego okręgu związku piłki nożnej. Stella od początku swojego istnienia wystawiała w rozgrywkach ligi okręgowej dwie drużyny. Dalszą działalność klubu przerwał wybuch II wojny światowej. Nastał czas, gdyż przynależność do jakichkolwiek organizacji czy stowarzyszeń, była wrogo odbierana przez okupantów. Klub zmuszony był zawiesić swoją działalność.

### Okres powojenny
W 1945 roku, po zakończeniu działań wojennych, nastąpiło wznowienie działalności klubu. Grupa dawnych zawodników i członków zarządu z czasów przedwojennych, uchwałą powołała na nowo klub pod nazwą Stella. W tym samym roku, klub awansował do klasy A. Był to rok, w którym drużyna wygrywała wiele turniejów. Prawdziwy rozkwit klubu nastąpił w latach 50, gdy prezesem był Bolesław Domek. W tym okresie Stella w ramach odmłodzenia kadry, nawiązała współpracę ze Szkołą Podstawową nr 1, na bazie której powstały drużyny juniorów i trampkarzy. Natomiast zespół seniorów, rozpoczął rozgrywki w Pucharze Polski z dobrymi wynikami. Niestety w roku 1954 z powodów finansowych i braku dotacji z federacji kilku czołowych zawodników opuściło szeregi Stelli. W latach 60. klub znalazł oparcie finansowe w Zakładach Rowerowych Romet, którego oddział znajdował się w Luboniu. Prezesem był wówczas Czesław Tylka – były zawodnik, który zarządzał klubem do końca lat 70. i początku lat 80. Stella występowała wówczas w klasie okręgowej. Z chwilą wycofania się sponsora i dalszego finansowania, zarząd podjął decyzje o zawieszeniu dalszej działalności klubu w 1982.

### Reaktywacja
Po dziesięciu latach, w 1992 roku, grupa absolwentów Szkoły Podstawowej nr 1 w Luboniu postawiła reaktywować do dalszej działalności klub pod nazwą Towarzystwo Młodzieży Sportowej Stella Luboń. Młoda drużyna została zgłoszona do rozgrywek wielkopolskiej klasy C, by po dwóch latach awansować do klasy B. W 1996 roku drużyna Stelli awansowała do Klasy A. W 2004 roku, drużyna pod wodzą znanego trenera Teodora Napierały, wywalczyła pierwszy historyczny awans do klasy okręgowej.
Kolejne lata zespół przeplatał słabymi sezonami z tymi lepszymi. W zespole występował były reprezentant PolskiKrzysztof Piskuła. W 2018 klub sprowadził wielu piłkarzy, z Alainem Ngamayamą na czele. Efektem tych wzmocnień był awans z rekordowym bilansem bramkowym. Sezon 2019/20 był równie udany, bowiem w lidze zespół Stelli zajął wysoką lokatę, rywalizując do tego w Pucharze Polski z równie dobrym skutkiem, pokonując kolejnych rywali docierając do finału okręgu poznańskiego. W finale rywalem była drużyna Huraganu Pobiedziska, występująca na co dzień o klasę rozgrywkową wyżej. Mecz finałowy odbył się 11 listopada 2019 roku w Pobiedziskach. Stella wygrała ten mecz 3:1. Był to historyczny sukces tego klubu. W kolejnej rundzie Pucharu Polski zespół Stelli pokonał Wartę Międzychód 2:0. Przygodę z pucharem tej edycji lubońska drużyna zakończyła dopiero, przegrywając z Sokołem Kleczew – czołową drużyną III ligi.
Celem w sezonie 2020/21 było zajęcie jak najlepszej pozycji w lidze oraz obrona Pucharu Polski zdobytego rok wcześniej. Stella drugi raz z rzędu awansowała do finału, gdzie przeciwnikiem okazała się drużyna Błękitnych Wronki. Mecz rozgrywany 11 listopada 2020 roku w Luboniu zakończył się wygraną gospodarzy 4:2, tym samym Stella drugi raz z rzędu zdobyła Puchar Polski strefy poznańskiej.

## Sezon po sezonie
| Sezon                              | Liga                                          | Pozycja                            | Mecze                              | Punkty                             | Bramki                             |
| brak danych o poprzednich sezonach | brak danych o poprzednich sezonach            | brak danych o poprzednich sezonach | brak danych o poprzednich sezonach | brak danych o poprzednich sezonach | brak danych o poprzednich sezonach |
| ---------------------------------- | --------------------------------------------- | ---------------------------------- | ---------------------------------- | ---------------------------------- | ---------------------------------- |
| 1993/94                            | Klasa B, grupa II                             | 8/11                               | 20                                 | 19                                 | 40-48                              |
| 1994/95                            | Klasa B, grupa IV                             | 2/10                               | 18                                 | 26                                 | 44-21                              |
| 1995/96                            | Klasa B, grupa III                            | 1/9                                | 16                                 | 38                                 | 60-18                              |
| 1996/97                            | Klasa A, grupa: Poznań I                      | 5/14                               | 26                                 | 39                                 | 43-47                              |
| 1997/98                            | Klasa A, grupa: Poznań I                      | 8/16                               | 30                                 | 43                                 | 40-42                              |
| 1998/99                            | Klasa A, grupa: Poznań I                      | 10/14                              | 26                                 | 34                                 | 45-52                              |
| 1999/2000                          | Klasa A, grupa: Poznań I                      | 8/12                               | 22                                 | 23                                 | 26-37                              |
| 2000/01                            | Klasa A, grupa: Poznań I                      | 8/10                               | 18                                 | 18                                 | 23-37                              |
| 2001/02                            | Klasa A, grupa: Poznań I                      | 5/12                               | 22                                 | 34                                 | 35-27                              |
| 2002/03                            | Klasa A, grupa: Poznań I                      | 8/11                               | 20                                 | 20                                 | 28-42                              |
| 2003/04                            | Klasa A, grupa: Poznań I                      | 3/13                               | 24                                 | 41                                 | 57-45                              |
| 2004/05                            | Klasa A, grupa: Poznań III                    | 2/13                               | 24                                 | 50                                 | 49-25                              |
| 2005/06                            | Klasa okręgowa: Poznań Wschód                 | 14/14                              | 26                                 | 16                                 | 21-74                              |
| 2006/07                            | Klasa A, grupa: Poznań II                     | 10/14                              | 26                                 | 30                                 | 39-61                              |
| 2007/08                            | Klasa A, grupa: Poznań II                     | 7/12                               | 22                                 | 34                                 | 37-35                              |
| 2008/09                            | Klasa A, grupa: Poznań I                      | 5/12                               | 22                                 | 34                                 | 44-48                              |
| 2009/10                            | Klasa A, grupa: Poznań I                      | 1/13                               | 24                                 | 61                                 | 97-24                              |
| 2010/11                            | Klasa okręgowa: Poznań Wschód                 | 9/14                               | 26                                 | 37                                 | 43-42                              |
| 2011/12                            | Klasa okręgowa: Poznań Wschód                 | 13/14                              | 26                                 | 24                                 | 28-61                              |
| 2012/13                            | Klasa okręgowa: Poznań Wschód                 | 8/14                               | 26                                 | 32                                 | 44-40                              |
| 2013/14                            | Klasa okręgowa: Poznań Wschód                 | 6/14                               | 26                                 | 38                                 | 36-38                              |
| 2014/15                            | Klasa okręgowa: Poznań Wschód                 | 13/14                              | 26                                 | 16                                 | 22-75                              |
| 2015/16                            | Klasa A, grupa: Poznań I                      | 9/14                               | 26                                 | 35                                 | 43-49                              |
| 2016/17                            | Klasa A, grupa: Poznań I                      | 4/14                               | 26                                 | 42                                 | 63-40                              |
| 2017/18                            | Klasa A, grupa: Poznań I                      | 11/14                              | 26                                 | 24                                 | 48-62                              |
| 2018/19                            | Klasa A, grupa: Poznań III                    | 1/14                               | 26                                 | 76                                 | 136-10                             |
| 2019/20                            | Klasa okręgowa: wielkopolska III              | 2/16                               | 15                                 | 34                                 | 51-11                              |
| 2020/21                            | V liga polska w piłce nożnej: wielkopolska II | 9/18                               | 34                                 | 47                                 | 66-64                              |
| 2021/22                            | V liga polska w piłce nożnej: wielkopolska II | 16/16                              | 30                                 | 14                                 | 12-63                              |
| 2022/23                            | Klasa okręgowa: wielkopolska II               | 9/16                               | 30                                 | 38                                 | 53-65                              |
| 2023/24                            | Klasa okręgowa: wielkopolska III              | 4/16                               | 30                                 | 47                                 | 69-45                              |
| 2024/25                            | Klasa okręgowa: wielkopolska III              | 1/16                               | 30                                 | 84                                 | 107-16                             |

| Oznaczenie kolorami |
| ------------------- |
| V poziom ligowy     |
| VI poziom ligowy    |
| VII poziom ligowy   |
| VIII poziom ligowy  |

## Trenerzy i zawodnicy
Szkoleniowcami i zawodnikami tego klubu byli m.in.:
- Krzysztof Piskuła,
- Teodor Napierała[9],
- Alain Ngamayama(inne języki),
- Dariusz Stachowiak.

## Inne sekcje[4]

### Żużel
Sekcja motorowa powstała już w 1943 roku w czasie wojny. Sekcja liczyła około 20 zawodników, którzy własnymi siłami i z własnej woli zbudowali toru żużlowy wokół stadionu piłkarskiego przy ulicy Szkolnej. Zawodnicy startujący na własnym sprzęcie, w 1951 roku przystąpili do rozgrywek żużlowych, walcząc jednocześnie o mistrzostwo poznańskiego okręgu motorowego. Dużym sukcesem było zwycięstwo w trójmeczu z Kolejarzem Poznań i Unią Szamotuły. Tego samego roku decyzją władz wojewody postanowiono połączyć sekcję motorową Budowlanych Żabikowo (gdyż tak też nazywano zespół Stelli) z zespołem KS Posnania. Wielu zawodników, mając dojeżdżać na treningi do Poznania, wolało zakończyć karierę, a to z kolei poskutkowało rozpadem sekcji żużlowej.

### Boks
Następną sekcją działającą w klubie Stella była sekcja bokserska. Powstała w 1950 roku pod kierownictwem pana Ratajskiego, a trenerem został reprezentant Polski Zygmunt Malak. Po trzech miesiącach treningu odbył się tzw. pierwszy krok bokserski, w którym pierwsze miejsca w swoich kategoriach wagowych zdobyła czwórka Stellowców. Z powodu braku chętnych do regularnego trenowania boksu, w 1952 roku podjęto decyzję o rozwiązaniu sekcji bokserskiej, a najlepsi zawodnicy kontynuowali swoje kariery sportowe w innych klubach.

### Kolarstwo
Sekcja kolarska została zarejestrowana w 1957 roku. W kolejnych latach kolarzom Stelli udało się osiągnąć sukcesy. Aleksander Kubiak, wygrał ogólnopolski wyścig Australijski na stadionie Warty Poznań, natomiast jego brat Karol okazał się najlepszy na trasie Poznań – Oborniki – Poznań, w którym Stellowcy zdeklasowali rywali, zajmując trzy pierwsze miejsca na podium. Największym sukcesem zespołowym było zajęcie drugiego miejsca w wyścigu o mistrzostwo okręgu w jeździe drużynowej na czas. Złoto przegrali z czwórką kolarzy poznańskiego Lecha o jedną sekundę. W 1959 r. sekcja kolarska Stelli przestała istnieć, a głównym powodem była śmierć założyciela i trenera Mariana Myszkiewicza.

### Tenis stołowy
Przy reaktywacji sekcji piłkarskiej w 1992 roku powstała też sekcja tenisa stołowego. Odnosiła ona liczne sukcesy, największym było zdobycie wicemistrzostwa Polski amatorów przez Waldemara Matylę. Drużyna tenisa stołowego przetrwała kilka lat.